# SIDA (tidigare myndighet)

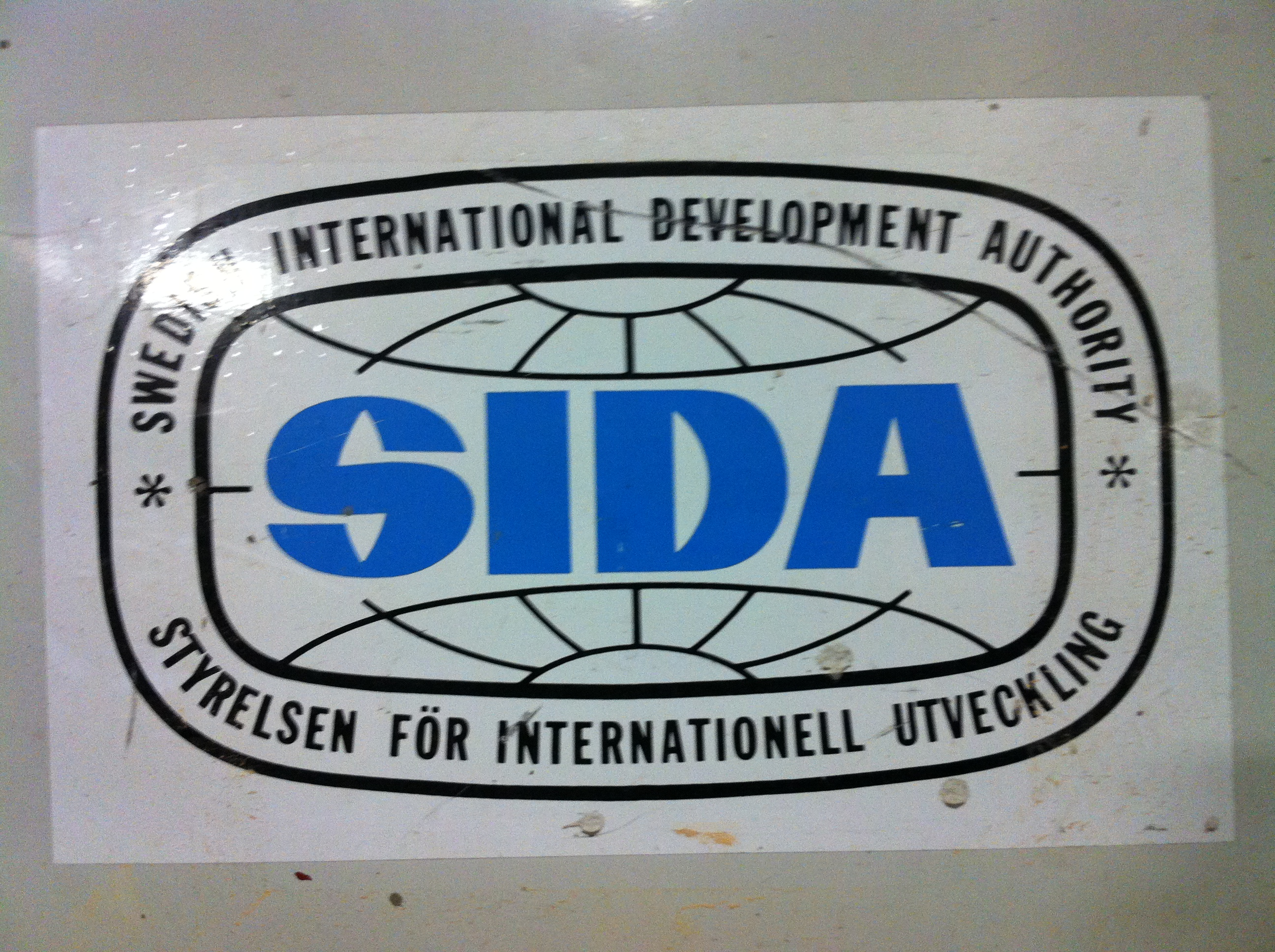
SIDA:s logotyp.

Styrelsen för internationell utveckling (SIDA, Swedish International Development Authority) var en svensk myndighet för utvecklingssamarbete mellan 1965 och den 30 juni 1995.
SIDA bildades i januari 1965 som en sammanslagning av biståndsmyndigheten Nämnden för internationellt bistånd (NIB) och avdelningen för utvecklingskrediter inom finansdepartementet.
SIDA ersattes den 1 juli 1995 av Styrelsen för internationellt utvecklingssamarbete (Sida, Swedish International Development Agency), som bildades av en sammanslagning av SIDA, BITS, SwedeCorp och SAREC.

## SIDA:s generaldirektörer
- 1965–1979: Ernst Michanek
- 1979–1985: Anders Forsse
- 1985–1994: Carl Tham
- 1994–1995: Bo Göransson (också generaldirektör för Sida från den 1 juli 1995)